# Antología (álbum de Anahí)
Antología es el primer álbum recopilatorio de la cantante mexicana Anahí, incluyendo temas de sus álbumes de estudio Hoy es mañana, Anclado en mi corazón y Baby blue. Fue lanzado mientras era parte del grupo musical RBD.

## Lista de canciones
- Edición estándar

| Antología |                             |                                          |          |  |
| N.º       | Título                      | Escritor(es)                             | Duración |  |
| 1.        | «Corazón de bombón»         | José Ma. Frías                           | 2:50     |  |
| 2.        | «Anclado en mi corazón»     | Ruben Amado                              | 3:10     |  |
| 3.        | «Superenamorándome»         | Carlos Lara                              | 3:58     |  |
| 4.        | «Descontrolándote»          | Fredy Comitte, Jesús Mendel              | 3:36     |  |
| 5.        | «Salsa reggae»              | Ruben Amado                              | 5:06     |  |
| 6.        | «Juntos» (feat Kuno Becker) | Pedro Damian, Carlos Lara                | 4:07     |  |
| 7.        | «Bailar»                    | Gerardo Peña                             | 3:43     |  |
| 8.        | «A un metro del suelo»      | Ruben Amado                              | 4:09     |  |
| 9.        | «Aquí sigues estando tú»    | Carlos Lara                              | 4:17     |  |
| 10.       | «Fin de semana»             | Gerardo Peña, Jesús Mendel               | 3:28     |  |
| 11.       | «Con los brazos en la cruz» | Ruben Amado                              | 3:12     |  |
| 12.       | «Desesperadamente sola»     | Pedro Damian, Josefina Hernández         | 4:55     |  |
| 13.       | «No me comparen»            | P. Honerlage Fredy Comitte, Jesús Mendel | 3:42     |  |
| 14.       | «Sexy»                      | Ruben Amado, Juanjo Novaira              | 3:41     |  |
| 15.       | «Primer amor»               | Pedro Damian, Anahí                      | 5:08     |  |
| 16.       | «Por volverte a ver»        | Fredy Comitte, Jesús Mendel              | 3:15     |  |
| 17.       | «Para nada»                 | Ruben Amado, Juanjo Novaira              | 4:02     |  |
| 18.       | «Tu amor cayo del cielo»    | Max Di Carlo, Carlos Lara                | 4:12     |  |
| 19.       | «Teléfono suena»            | Fredy Comitte, Jesús Mendel              | 3:21     |  |
| 20.       | «Porción de amor»           | Ruben Amado, Juanjo Novaira              | 4:55     |  |